# 卡納比街
卡納比街（英語：Carnaby Street）是英國的一條街道。位於倫敦西敏市的蘇活區，鄰近牛津街和攝政街。卡納比街是一條商業步行街。卡納比街是倫敦著名的購物街，特別是在時尚、服裝領域有著重要的地位。街道沿線集中了大量的時裝。距卡納比街最近的倫敦地鐵車站是牛津圓環站。卡納比街在流行文化中也有重要的地位，有多部電影都是以此為舞台。

## 外部連結
- 官方網站（页面存档备份，存于）